# Manchot (Familie)
Manchot ist der Name einer  Familie mit lothringischen Wurzeln, die vor 350 Jahren nach Deutschland emigrieren musste. Paul Mangeot (ursprüngliche, aber nicht gesicherte Schreibweise des Namens, die später absichtlich oder versehentlich in Manchot verändert wurde) war Weinbauer in Jouy-aux-Arches, einem Ort südlich von Metz. Paul und seine Frau Sara Cugnin waren hugenottischen Glaubens. Das Edikt von Nantes von 1598 sollte ursprünglich den Hugenotten die Ausübung ihrer Religion in Frankreich garantieren. Da dies ab 1685 nicht mehr möglich war, flohen viele von ihnen auf die andere Rheinseite, so auch das Ehepaar Manchot  mit ihrem gemeinsamen Sohn Pierre (1681–1747) nach Hessen, wo dieser 1747 in Frankfurt starb.

## Geschichtlicher Hintergrund
Bereits vor der Aufhebung des Edikts von Nantes kam es zu einer zusehends unduldsameren Haltung des Königs gegenüber der reformierten Minderheit, was dazu führte, dass diese im Jahr 1680 nur noch vier Prozent der französischen Bevölkerung stellte. Da Ludwig XIV. für die Sicherung seiner Macht auf die katholische Kirche setzte, wurden die Nichtkatholiken, vor allem die Hugenotten, zunächst verfolgt und mussten die Ausübung ihres Glaubens und ihre Gottesdienste im Untergrund praktizieren.
Im Jahr 1685 hob Ludwig XIV. das Edikt von Nantes auf. Die Folge war die Verfolgung und dann die Flucht vieler Hugenotten ins Ausland. Eine halbe Million Menschen calvinistischen Glaubens verließen Frankreich. Viele gingen nach Holland, andere nach England, Irland, in die Schweiz oder in deutsche Staaten (vor allem Hessen-Kassel und Preußen).

## Vorfahrentafel der Familie Mangeot / Manchot
I. Paul Mangeot (* 5. Mai 1630 Jouy-aux-Arches) ⚭ Sara Cugnin (* 7. Mai 1634 Metz)
II. Daniel Mangeot (* 5. Mai 1654 Lessy) ⚭ Susanne Martin (* 27. September 1658 Metz; † ?)
III. Pierre Mangeot (* 27. Juli 1681 Metz; † 17. Juli 1747 Frankfurt/Main) ⚭ Anna Toussaint
IV. Jean Jacques Mangeot/Manchot (* 13. Mai 1736 Frankfurt/Main) ⚭ Anna Christina Stöhr (* 27. Mai 1777 Offenbach)
V. Charles Henri Manchot (* 21. März 1774 Offenbach; † 7. Januar 1843 Friedberg, Hessen) ⚭ Maria Magdalena Häuser (* 29. Juli 1769 Friedberg, Hessen; † 13. Dezember 1806 ebenda)
VI. Johann Daniel Manchot (* 19. Januar 1805 Friedberg, Hessen; † 27. Oktober 1867 Offenbach) ⚭ Carolina Wilhelmine Dickorée (* 4. Juni 1815 Gießen, Hessen; † 20. Juni 1891 Offenbach)
VII.1 Charlotte Manchot († 20. Mai 1914)
VII.2 Walter Manchot
VII.3 Carl Hermann Manchot (* 3. September 1839 Nidda, Hessen; † 16. Dezember 1909 Hamburg) ⚭ Johanne Caroline Clothilde Credner (* 28. Februar 1833 Gießen, Hessen; † 6. Juli 1910 Hamburg)
VIII.1 Carl Manchot (* 30. April 1866, Wipkingen bei Zürich; † 9. Juli 1932, Gryon sur Bex, Vaud, Schweiz) ⚭ Emmi Elisabeth Cropp (* 29. Dezember 1873, Hamburg; † 26 Jul 1936, Hamburg)
IX.1.1 Anna (Anneli) Caroline Antonie Manchot, (* 15. Dezember 1898, Hamburg; † 26. April 1984, Darmstadt) ⚭ Hans Pflüger (* 30. Juli 1984, Bahrenfeld/Hamburg; † 7. September 1967 Hamburg)
IX.1.2 Friedrich (Fritz) Carl Caesar Manchot, (* 21. Februar 1900, † 24. Oktober 1956, Hamburg) ⚭ Liselotte Ehlers (* 1. Juli 1907 Berlin; † 25. Mai 1980 Hamburg)
IX.1.3 Margarete Manchot (* 24. März 1903, † 23. Dezember 1989, Hanau), † Rudolf Hermann Karl Fues (* 1. Oktober 1901 Hanau; † 12. Juli 1988 Hanau)
IX.1.4 Elisabeth Manchot (* 12. Januar 1906, † 8. September 1990, Hamburg)
IX.1.5 Gertrud Manchot, (* 25. Februar 1912, † 3. Januar 2003, Hamburg)
VIII.2 Caroline Manchot, (* 30. April 1866, Wipkingen bei Zürich, Zwilling mit VIII.1)
VIII.3 Wilhelm Manchot, (* 5. August 1869 Bremen, † 28. Oktober 1945, München) ⚭ Bertha Maria Haas (* 20. Juni 1879, Nürnberg, † 26. Dez 1961, München)
IX.2.1 Karl Robert Manchot, (* 25. März 1906, Würzburg, † 15. Oktober 1988 München) ⚭ Lisa Hoppe (* 18. August 1906 Braunschweig, † 4. November 1983 München)
X.2.1.1 Renate Beatrice
IX.2.2 Wilhelm (Willy) Julius Manchot, (* 10. Juli 1907 Würzburg, † 24. Oktober 1985 Düsseldorf) ⚭ Sigrid Henkel (* 30. August 1911 Düsseldorf, † 5. März 1966 ebenda)
X.2.2.1 Jürgen (* 26. Oktober 1936 Berlin, † 29. April 2004 Düsseldorf)
X.2.2.2 Susanne
IX.2.3 Hans Manchot, (* 6. Mai 1910, Würzburg, † 9. April 1980 Italien) ⚭ Marianne Schiggert (* 9. Dezember 1912 Nürnberg, † 5. Februar 1987 ebenda)
X.2.3.1 Hans Robert
X.2.3.2 Rudolf
X.2.3.3 Christian (* 18. Mai 1957 München, † 23. Juli 1971 München)
IX.2.4 Eduard Manchot (* 10. März 1914 Würzburg, † 30. April 1977 München) ⚭ Hildegard Grandl (* 19. Dezember 1916 München, † 15. Februar 2003 ebenda)
X.2.4.1 Wilhelm Eduard
X.2.4.2 Hildegard Bertha Elisabeth
X.2.4.3 Eva Marianne Johanna (* 22. Juli 1953 München, † 1. Januar  2007 ebenda) ⚭ Wolfgang Stock, (* 21. November 1943 Münsingen, † 10. April 2013 München)
X.2.4.4 Michael Karl Jürgen (* 31. Dezember 1957 München, † 11. Januar  1958 ebenda)
VIII.4 Anna Manchot, (* 15. Dezember 1898)
VII.4 Wilhelm Manchot (* 19. März 1844 in Nidda; † 7. Oktober 1912 Dornholzhausen) ⚭ Maria Klepper (* 5. November 1841; † 6. Februar 1902 ebenda)

## Galerie

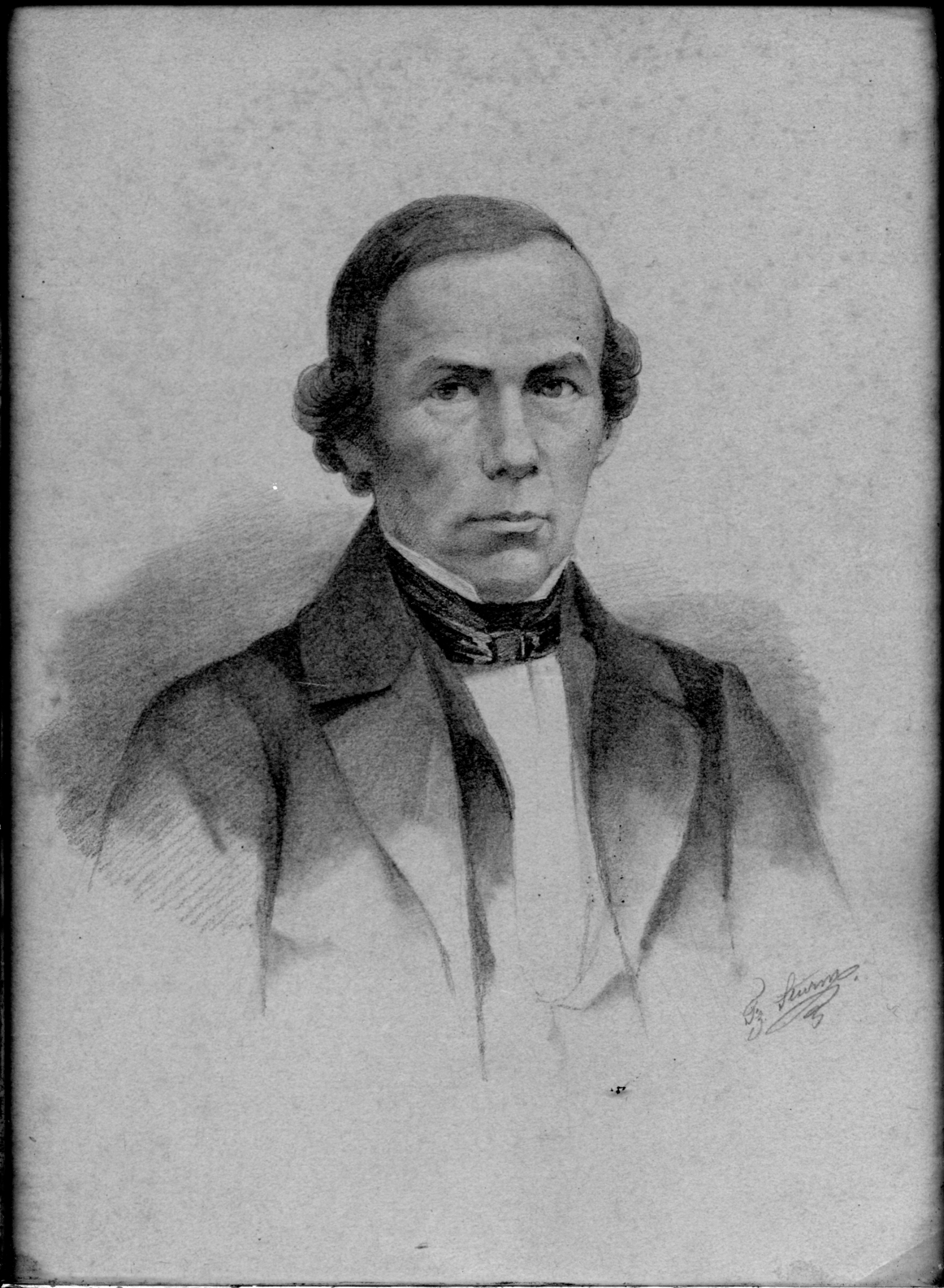
Johann Daniel Manchot (1805–1867)
Wilhelm Manchot (1844–1912)
Carl Hermann Manchot (1839–1909)
Carl Manchot (1866–1932)
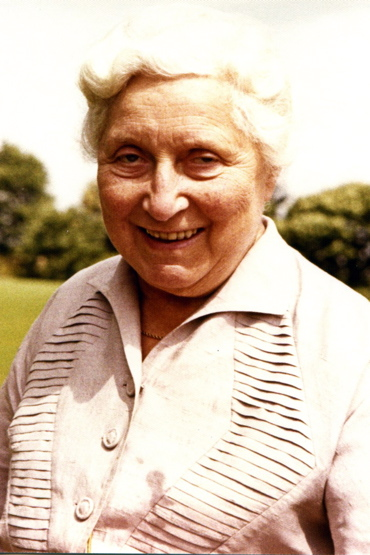
Bertha Manchot, geb. Haas (1879–1961)
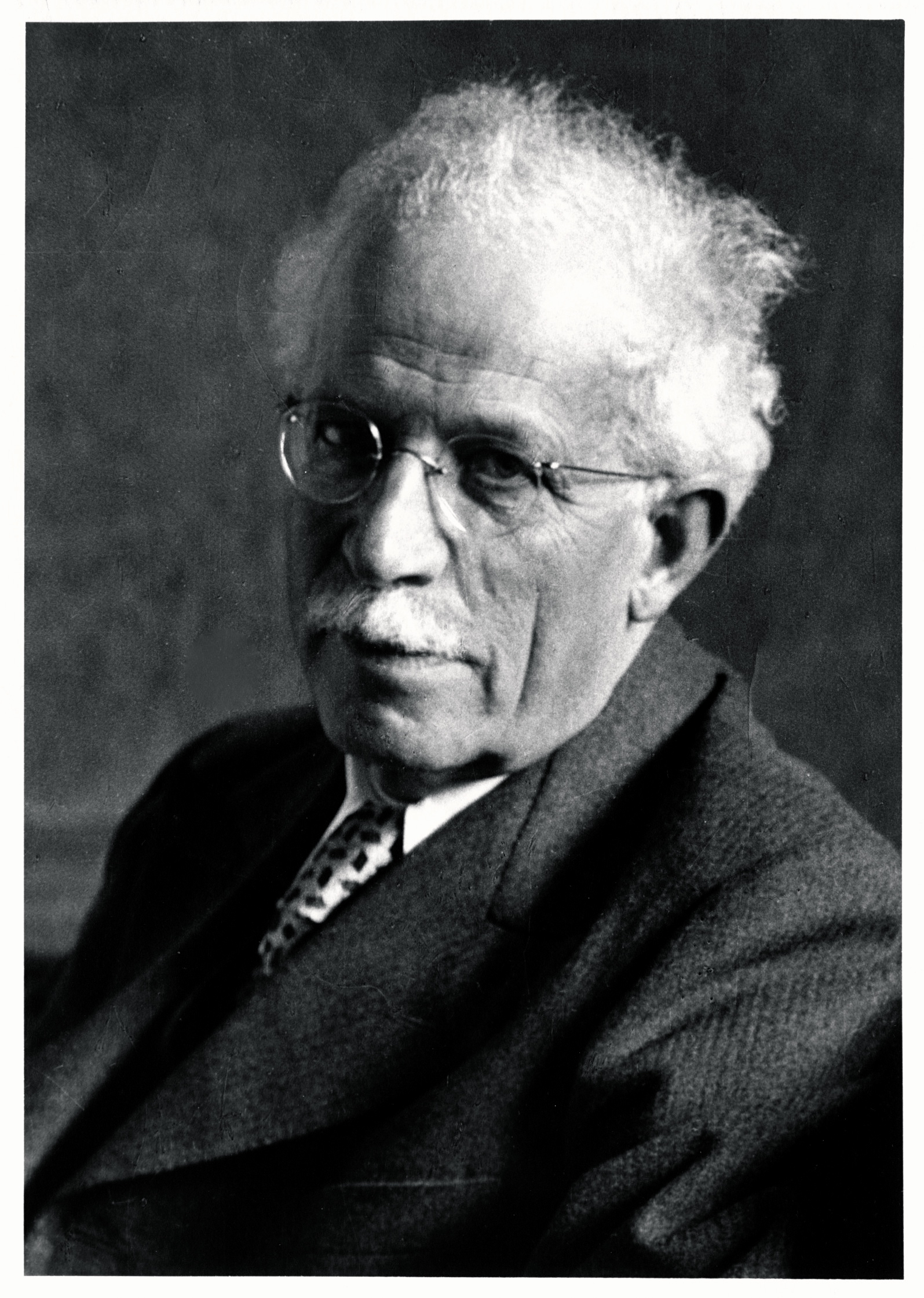
Wilhelm Manchot (1869–1945)
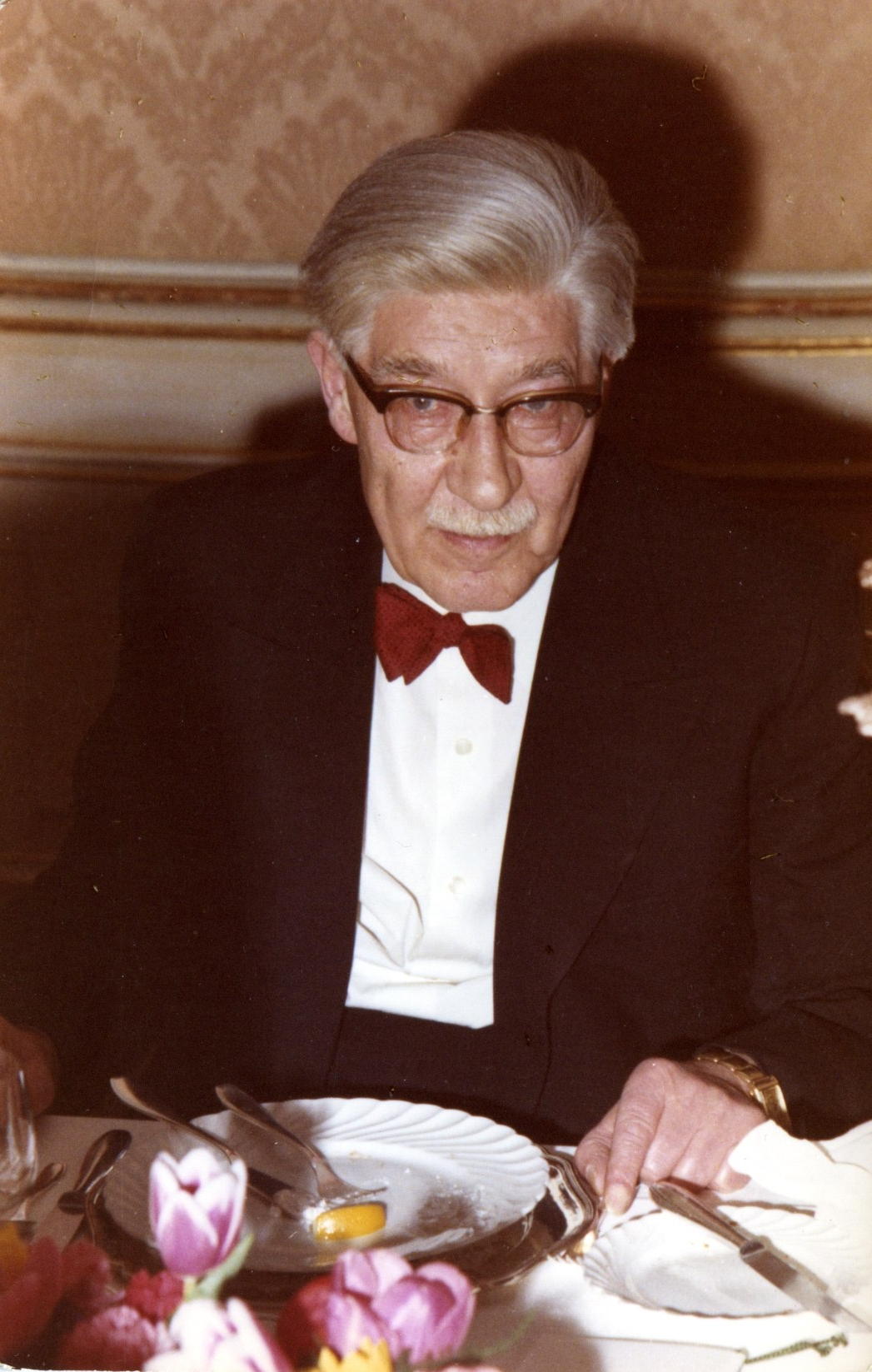
Karl Robert Manchot (1906–1988)
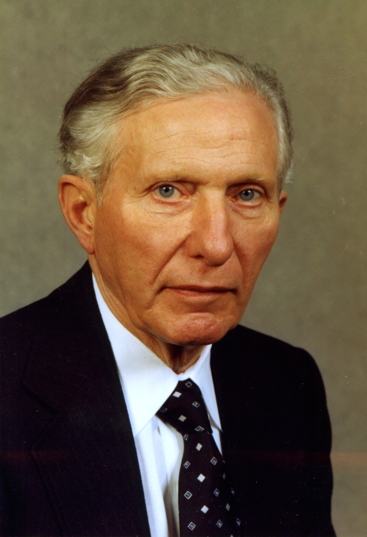
Willy Manchot (1907–1985)
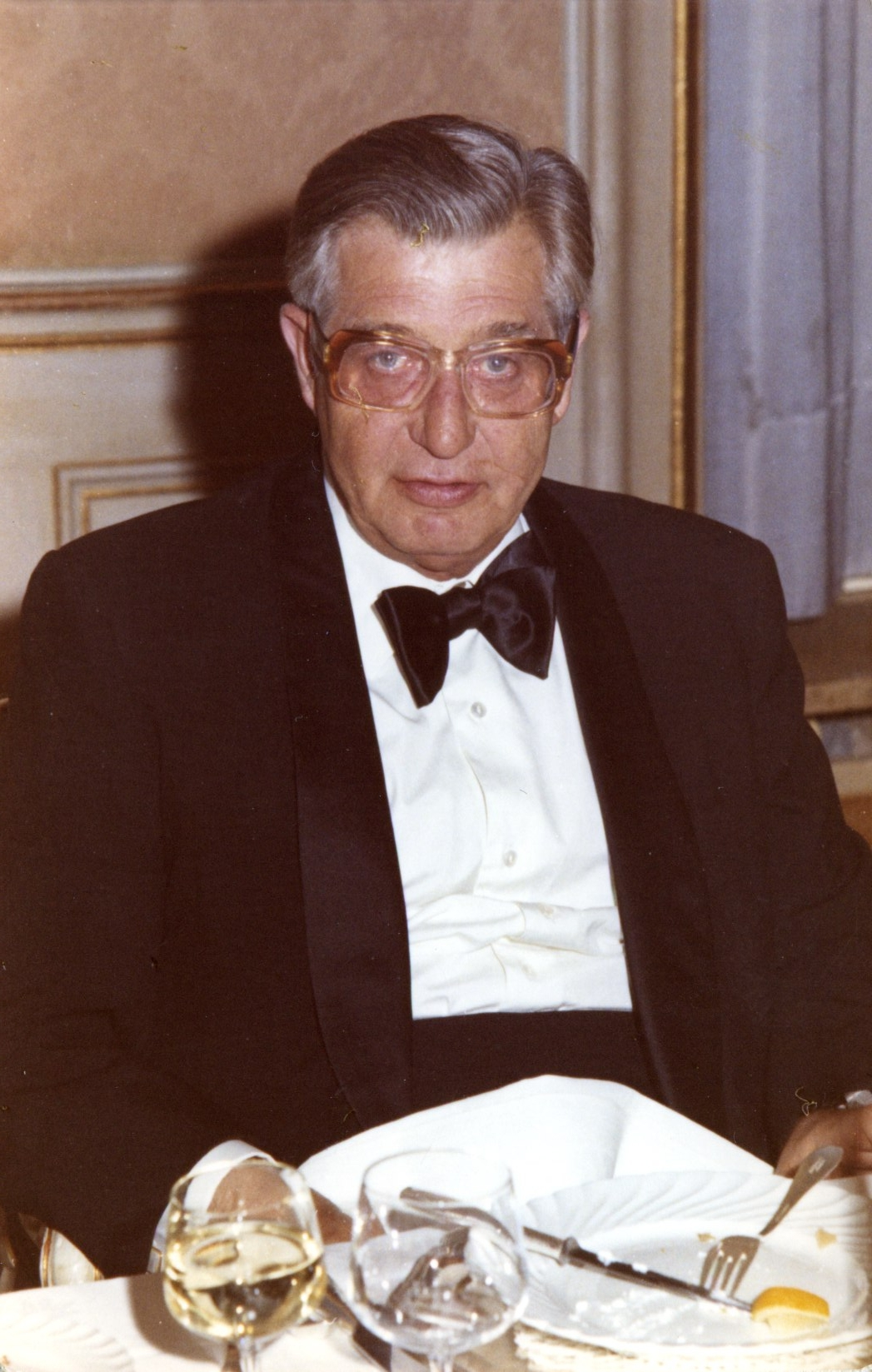
Hans Manchot (1910–1980)
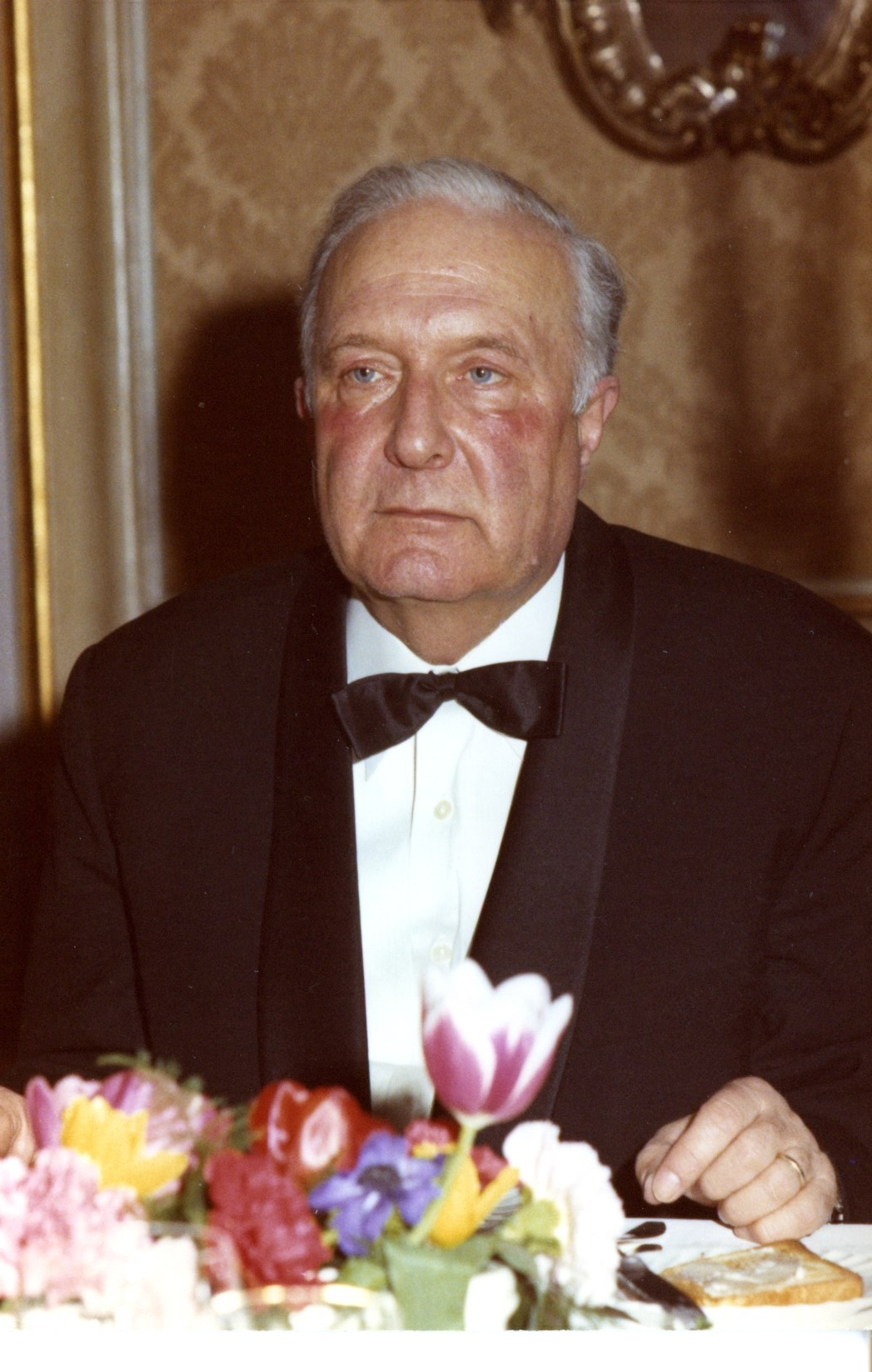
Eduard Manchot (1914–1977)